# Anděl (kniha)
Anděl je prozaické dílo českého spisovatele Jáchyma Topola. Původně knihu vydalo nakladatelství Hynek v roce 1995 (ISBN 80-85906-20-1). O dva roky později vydala stejná firma dotisk (ISBN 80-85906-48-1). Později vyšlo několik dalších vydání, například v roce 2017 (nakladatelství Torst, ISBN 978-80-7215-537-8). V roce 2000 byla kniha zfilmována pod názvem Anděl Exit. Režisérem adaptace byl Vladimír Michálek a hráli v ní například Jan Čechtický, Klára Issová a Zuzana Stivínová.
Hlavní postavou knihy je Jatek, na drogách závislý mladík. Zpočátku je v Praze, následně se usadil v Paříži, kde měl úspěch jako výrobce drog. Později se vrátil zpět do Prahy, měl halucinace. Chtěl žít normální život, avšak jeho bývalí přátelé po něm začali vymáhat recept na onu úspěšnou drogu.

## Překlady
- němčina (Engel Exit, 1997, Peter Sacher)
- francouzština (Ange exit, 1999, Marianne Canavaggio)
- maďarština (Angyal, 2000, Péter Koloszár)
- polština (Anioł, 2002, Marcin Babko)
- turečtina (Andel, 2005, Melek Kavşağı, 2020, Martin Alaçam)
- italština (Andel: l'incrocio dell'Angelo, 2008, Laura Angeloni)
- běloruština (Анёл, 2008, Вераніка Бяльковіч (Veranika Bjal’kovič) a Сяргей Сматрычэнка (Sjarhej Smatryčenka)
- angličtina (Angel Station, 2017, Alex Zucker)